# حذيفة السالمي
حذيفة السالمي (مواليد 7 فبراير 1994، لاعب كرة قدم قطري يجيد اللعب في مركز الوسط .
لعب سابقاً مع نادي الغرافة ونادي معيذر ونادي الخريطيات .

## روابط خارجية
- حذيفة السالمي على موقع قاعدة بيانات كرة القدم.إي يو (الإنجليزية)
- حذيفة السالمي على موقع Soccerway.com (الإنجليزية)